# Union départementale
Dans les confédérations syndicales et les unions syndicales françaises, le terme d'union départementale désigne le regroupement des syndicats et des syndiqués d'un même département membre de la confédération indépendamment de leur profession. Certains syndicats utilisent le terme d'unions territoriales lorsque leur organisation ne se calque pas sur les départements.
Dans la plupart des cas, les « UD » constituent les relais locaux de l'organisation nationale. Elles peuvent être elle-même relayées par des unions locales.
Les secrétaires généraux d'UD sont les représentants de la confédération ou de l'union dans le département. Ils siègent dans les instances dirigeantes nationales de l'organisation.
À la CGT à Solidaires et à FO, les UD sont l'échelon territorial le plus important. À la CFDT ou à l'UNSA, ce sont plutôt les unions régionales.
À côté des structures territoriales (UR, UD, UL), les confédérations et unions syndicales sont également organisées en fédérations professionnelles nationales.